# لو غوانغ (مصور)
لو غوانغ (بالصينية: 卢广) (مواليد 1961) هو مصور صحفي مستقل صيني. تضم أعماله مشاريع تصوير وثائقية ضخمة عن قضايا اجتماعية وبيئية واقتصادية وهو يكشف الستار عن حياة «الناس على هوامش المجتمع الصيني: عمال مناجم فحم ومدمني مخدرات ومصابين بفيروس نقص المناعة البشرية.» تغطي أعماله مواضيع أقل تناولا تقليديا بحكم تهديد العقوبة من قبل الحكومة الصينية.
فاز بثلاث جوائز من المؤسسة العالمية للصورة الصحافية وجائزة هنري نانن للصحافة المصورة ومنحة أوجين سميث ومنحة تصويرية من مؤسسة ناشونال جيوغرافيك وجائزة الأمير كلاوس.
لو هو مقر في مدينة نيويورك. اختطفه أعضاء قوات الأمن الصينية في أوائل نوفمبر 2018 وهو يسافر في سنجان، وهي منطقة فيها نظام أمن مقيد ومعسكرات لإعادة تعليم الأويغور
والكازاخ الذين هم في الأغلب مسلمون، ولم يسمع منه منذئذ.

## جوائز
- 2004: الجائزة الأولى ، الصحافة في العالم صور, القضايا المعاصرة الفئة ، قصة عن مقاطعة خنان الفلاحين الذين قد اصيبوا بالعدوى مع فيروس نقص المناعة البشرية بعد بيع الدم.[5]
- 2008: هنري Nannen الجائزة عن الصحفي من جرانر + Jahr.[1]
- 2009: $30,000 دبليو يوجين سميث منحة إنسانية التصوير من دبليو يوجين سميث التذكاري الصندوق عن مشروع التلوث في الصين.[6]
- 2010: التصوير منحة من ناشيونال جيوغرافيك لدعم مشروع توثيق التلوث في الصين وتأثيرها على حياة الناس.[7]
- 2011: الجائزة الثالثة في العالم اضغط على صورة بقعة فئة الأخبار.[8]
- 2013: جائزة الأمير كلاوس.[9]
- 2015: الجائزة الثالثة في العالم اضغط على الصورة مشاريع طويلة الأجل الفئة عن مشروع التنمية التلوث في الصين.[10]

## معارض
- 2017: التنمية والتلوث, Visa pour l للتصوير, Perpignan, فرنسا